# Luiz Gonzaga Belluzzo
Luiz Gonzaga de Mello Belluzzo (Bariri, 29 de outubro de 1942) é um economista e professor brasileiro. Foi presidente da Sociedade Esportiva Palmeiras de 2009 a 2011.

## Biografia
Quando jovem foi seminarista da Companhia de Jesus (jesuítas) e aluno do Colégio São Luís.
Formou-se em Direito pela Universidade de São Paulo em 1965, e também estudou Ciências Sociais na Faculdade de Filosofia, Letras e Ciências Humanas da Universidade de São Paulo. Ingressou no curso de pós-graduação em Desenvolvimento Econômico, promovido pela CEPAL/ILPES e graduou-se em 1969. Foi professor colaborador na Universidade Estadual de Campinas, onde doutorou-se em 1975 e tornou-se professor-titular em 1986.
Entre 1974 e 1992, foi assessor econômico do PMDB e secretário de Política Econômica do Ministério da Fazenda (1985-1987), durante o governo de José Sarney. De 1988 a 1990, foi secretário de Ciência e Tecnologia do estado de São Paulo, durante a gestão de Orestes Quércia, sendo mais tarde secretário de Economia e Planejamento durante o mandato de Luiz Antônio Fleury Filho de 1991 a 1995. Foi chefe da Secretaria Especial de Assuntos Econômicos do Ministério da Fazenda (governo Sarney).
Fundou a Faculdades de Campinas (FACAMP), em 1999, juntamente com os economistas João Manuel Cardoso de Mello, Liana Aureliano e Eduardo da Rocha Azevedo. A FACAMP possui cursos de formação profissional voltadas para a área de negócios e economia com um pensamento econômico que reflete ao da Escola de Campinas, de matriz keynesianista, bem como Instituto de Economia da Unicamp, onde lecionou por anos.
Em 2001, foi incluído no Biographical Dictionary of Dissenting Economists. Recebeu o Prêmio Intelectual do Ano - Prêmio Juca Pato, de 2004.
Quanto às críticas que recebe, é lembrada sua influência teórica na sugestão do controle de poupanças como forma de combate à inflação no fim dos anos 1980 e princípio de 1990 , ideias que também foram defendidas por economistas de outras correntes teóricas, como Roberto Campos, André Lara Resende e Mário Henrique Simonsen.
Foi membro do Conselho Diretor da mantenedora da Fundação Escola de Sociologia e Política de São Paulo e professor titular de economia da Unicamp. Foi presidente do Conselho Deliberativo do IPSO - Instituto de Pesquisas e Projetos Sociais e Tecnológicos. Também foi membro do Conselho de Administração da Bolsa de Mercadorias e Futuros (BM&F), além de consultor editorial da revista semanal Carta Capital. Foi ainda conselheiro da Fundação de Amparo à Pesquisa do Estado de São Paulo (FAPESP).
Foi ainda presidente do Conselho Curador da Empresa Brasil de Comunicação (EBC), que opera a TV Brasil, uma emissora pública. Também foi fundador e o primeiro presidente institucional (2005-2009) do Centro Internacional Celso Furtado de Políticas para o Desenvolvimento, permanecendo depois em seu Conselho Deliberativo (2009-2012). Foi consultor pessoal de economia do ex-presidente Luiz Inácio Lula da Silva.
Em novembro de 2014, logo após a eleição da presidente Dilma Rousseff para o seu segundo mandato, Belluzzo, Maria da Conceição Tavares, Ricardo Bielschowsky  e Marcio Pochmann encabeçaram o "Manifesto dos economistas pelo desenvolvimento e pela inclusão social", contrapondo-se à opinião dos economistas liberais, segundo a qual a austeridade fiscal e monetária seria a única via para o Brasil. Segundo os signatários do manifesto, o novo governo deveria  manter baixas taxas de juros reais (isto é, descontada a inflação)  e adotar um regime fiscal compatível  com a retomada do crescimento. Para esses economistas,  a política de austeridade seria inútil, tanto para retomar o crescimento como para combater a inflação numa economia sob ameaçada de  recessão prolongada - e não de  sobreaquecimento. O reforço da austeridade fiscal e monetária, nesse caso,  deprimiria o consumo das famílias e os investimentos privados, levando a um círculo vicioso de desaceleração ou mesmo queda na arrecadação tributária, menor crescimento econômico e aumento da dívida pública líquida. Essa  visão é totalmente oposta à defendida  pelos bancos, de modo geral, que naquele contexto pregavam o aumento da taxa de juros e o  corte nos gastos sociais e no investimento público, para destinar mais recursos ao pagamento da dívida pública.
Em agosto de 2016 se manifestou contrário ao Processo de impeachment de Dilma Rousseff.
Em setembro de 2016, foi um dos que se manifestaram contrários à PEC 241.

## Idealização do confisco
Segundo Carlos Eduardo Carvalho, professor da Unicamp e autor de uma tese As Origens e a Gênese do Plano Collor, sobre o confisco, os economistas Luiz Gonzaga Belluzzo e Júlio Gomes de Almeida elaboraram um texto intitulado Crise e reforma monetária no Brasil cuja ideia do "bloqueio de liquidez" estava presente.

## Presidência do Palmeiras
Em 26 de janeiro de 2009, foi eleito presidente da Sociedade Esportiva Palmeiras para o biênio 2009/2010. No final de 2009, Belluzzo foi o articulador da construção da nova Arena Allianz Parque.
No dia 17 de Outubro de 2009, envolveu-se em uma polêmica homofóbica quando Belluzzo sobe ao palco em uma festa e grita pelo menos duas vezes "vamos matar os bambi", se referindo ao São Paulo Futebol Clube. O evento ocorreu em uma festa da organizada Mancha Verde. Segundo Belluzzo, o erro foi de quem publicou o vídeo na internet. O Ministéro Público chegou abrir um inquérito para investigar a conduta.
Em 2016, Beluzzo teve suas contas reprovadas e foi suspenso por 365 dias pelo Conselho Deliberativo, a suspensão se deu por irregularidades e má gestão no comando do Palmeiras, dirigido por Belluzzo entre 2009 e 2010. Eleito em 2009 como pessoa que mudaria a concepção de administração no futebol, Luiz Gonzaga Belluzzo deixou o Palmeiras em janeiro de 2011 sem ganhar um título e e com um saldo de contas a pagar pelo menos quatro vezes maior do que quando entrou, segundo Walter Munhoz, que já foi vice-presidente financeiro do clube.
Sua gestão como presidente do Palmeiras também é criticada por muitos, que o responsabilizam pelas graves dificuldades financeiras que o time chegou no termino de sua administração: as dividas chegavam a quase 200 milhões de reais sem que tenha sido conquistado nenhum campeonato.
Ainda, em sua gestão ocorreu a demissão do técnico Jorginho, que mantinha a liderança até então isolada no Campeonato Brasileiro de 2009, para contratação de Muricy Ramalho, a fim de demonstrar a eventuais opositores ao menos uma contratação de peso durante sua gestão. No fim daquele campeonato, o Palmeiras sequer conseguiu terminar classificado para a Libertadores do ano seguinte. Ainda sob sua gestão, foram contratados nada menos do que 80 jogadores para o time profissional do Palmeiras, a maioria deles vindos do São Caetano.

## Obras
- Manda quem pode, obedece quem tem prejuízo (São Paulo: Facamp, 2017) (em parceria com Gabriel Galípolo)[26];
- Nos tempos de Keynes (São Paulo: Contracorrente, 2016);
- O capital e suas metamorfoses (São Paulo: Unesp, 2013);
- Os antecedentes da tormenta: origens da crise global (Campinas: Facamp, 2009);
- Ensaios sobre o capitalismo no século XX (São Paulo: Unesp, 2004);
- Depois da Queda (BELLUZZO, Luiz Gonzaga e ALMEIDA, Júlio Gomes de. Rio de Janeiro: Civilização Brasileira, 2002);
- Temporalidade da Riqueza - Teoria da Dinâmica e Financeirização do Capitalismo (Campinas: Oficinas Gráficas da UNICAMP, 2000)[27].
- Luiz Gonzaga Belluzzo e Júlio Sérgio Gomes de Almeida, Crise e reforma monetária no Brasil, São Paulo em Perspectiva, janeiro/março de 1990, via Fundação Seade, Governo do Estado de São Paulo

## Prêmios
- Prêmio Juca Pato (2004)